# Denis Osadchenko
Denis Osadchenko (* 11. Mai 1990 in Simferopol, Ukrainische SSR, Sowjetunion) ist ein deutsch-ukrainischer Fußballspieler. Er spielt als Verteidiger und ist beim Berliner AK 07 unter Vertrag.

## Werdegang

### Leben
Osadchenko wurde in Simferopol in der ehemaligen Sowjetunion geboren und wuchs später in der deutschen Bundeshauptstadt Berlin auf. Seine Eltern leben heute noch in Berlin.

### Karriere
Osadchenko begann mit dem Fußballspielen beim 1. FC Wilmersdorf, von wo aus er 2001 zu Hertha Zehlendorf wechselte. Anfang 2006 schloss er sich der Jugendabteilung von Tennis Borussia Berlin an. Im Sommer 2008 kam Osadchenko zum FC Carl Zeiss Jena, wo er zunächst im Nachwuchsbereich spielte. In der Winterpause der Saison 2008/09 absolvierte er das Trainingslager der Profis mit und rückte zur Saison 2009/10 in den Kader der ersten Mannschaft auf. Sein Debüt in der 3. Liga gab er am 14. Spieltag beim Spiel gegen die SpVgg Unterhaching. Im Juni 2011 wechselte er gemeinsam mit seinen Jenaer Vereinskamerad Ronny Nikol zum Berliner AK 07. In dieser Saison hat der Berliner AK 07 einen überraschenden 7. Platz in der Regionalliga belegt und wurde zudem Berliner Pokalsieger. Da der Vertrag von Osadchenko nach der Saison auslief bemühten sich einige Vereine um eine Verpflichtung, unter anderem einige Drittligisten. Dennoch verlängerte Osadchenko beim Berliner AK 07 um weitere 2 Jahre und möchte weiterhin den erfolgreichen Weg weitergehen.